# Йоонас Рантанен
Йоонас Рантанен (фін. Joonas Rantanen, нар. 27 липня 1987) — фінський футбольний тренер, який очолює клуб «Ільвес». 

## Біографія
Рантанен виріс у районі Оулункюля в Гельсінкі та грав у місцевому клубі «Гністан» на юнацькому рівні. Він так і не перейшов на дорослий рівень, натомість став працювати тренером у молодіжній команді «Гністан».
У 2009 році він став спортивним координатором молодіжних команд у клубі ГІК (Гельсінкі) і працював у клубі на різних посадах до 2015 року, коли взяв коротку відпустку для навчання.
Протягом 2016—2019 років Рантанен працював головним тренером жіночої команди ГІКа, привівши команду до перемоги в чемпіонаті Фінляндії у 2019 році та Кубку Фінляндії у 2017 та 2019 роках.
Після таких успіхів Рантанена було призначено головним тренером «Клубі 04», резервної чоловічої команди ГІКа, на сезон 2020 року. Вигравши свою групу третього дивізіону, він вивів команду до Юккенена, після чого став помічником тренера Тоні Коскели в першій команді ГІКа на сезон Вейккаусліги 2021 року.
У жовтні 2021 року Рантанен повернувся до свого колишнього клубу «Гністан» і протягом 2022—2023 років обіймав посаду головного тренера першої команди у другому дивізіоні Юккенен. У сезоні 2022 року «Гністан» посів сьоме місце, а наприкінці сезону 2023 року Рантанен привів команду до другого місця в турнірі та кваліфікувавшись до плей-оф Вейккаусліги, де зрештою його команда програла «Марієгамну». Однак, пізніше «Гністан» отримав право на виступи у Вейккауслізі після того, як «Хонка» була оголошена банкрутом.
23 жовтня 2023 року Рантанен був призначений головним тренером клубу Вейккаусліги «Ільвес», уклавши дворічний контракт, де возз'єднався з колишнім спортивним директором ГІКа Мійкою Таккулою. У своєму першому сезоні він керував командою у кваліфікації Ліги конференцій УЄФА 2024/25, де команда дійшла до 3-го раунду завдяки сенсаційній перемозі над віденською «Аустрією». У вересні 2024 року його було названо менеджером місяця Вейккаусліги, після того, як він привів свою команду до переможної серії протягом місяця. Він привів «Ільвес» до фінішу сезону другими, відстаючи від чемпіонів, клубу КуПС, лише на два очки.
19 квітня 2025 року, після виїзної перемоги над клубом КТП з рахунком 5:0, Рантанен встановив рекордну серію клубу з восьми перемог поспіль у чемпіонаті.

## Особисте життя
Рантанен має ступінь магістра освіти (MEd). Також отримав ліцензію професійного тренера УЄФА.
Його батько Ярі Рантанен — колишній поліцейський та футбольний тренер.
Його брати Туомас та Юусо також працювали у клубі «Гністан».

## Досягнення
- Чемпіон Фінляндії серед жінок: 2019
- Володар Кубка Фінляндії серед жінок: 2017, 2019

- Віце-чемпіон Фінляндії: 2024

Індивідуальний
- Тренер місяця у Вейккауслізі: вересень 2024